# Марбл-Кліфф (Огайо)
Марбл-Кліфф (англ. Marble Cliff) — селище (англ. village) в США, в окрузі Франклін штату Огайо. Населення — 634 особи (2020).

## Географія
Марбл-Кліфф розташований за координатами 39°59′8″ пн. ш. 83°3′41″ зх. д. / 39.98556° пн. ш. 83.06139° зх. д. (39.985579, -83.061283).  За даними Бюро перепису населення США в 2010 році селище мало площу 0,69 км², уся площа — суходіл.

## Демографія
Згідно з переписом 2010 року, у селищі мешкали 573 особи в 292 домогосподарствах у складі 151 родини. Густота населення становила 832 особи/км².  Було 321 помешкання (466/км²).
Расовий склад населення:
| - 97,9 % — білих - 1,0 % — азіатів - 0,5 % — чорних або афроамериканців |

До двох чи більше рас належало 0,3 %. Частка іспаномовних становила 1,6 % від усіх жителів.
За віковим діапазоном населення розподілялося таким чином: 17,8 % — особи молодші 18 років, 61,6 % — особи у віці 18—64 років, 20,6 % — особи у віці 65 років та старші. Медіана віку мешканця становила 48,6 року. На 100 осіб жіночої статі у селищі припадало 97,6 чоловіків;  на 100 жінок у віці від 18 років та старших — 96,2 чоловіків також старших 18 років.
Середній дохід на одне домашнє господарство  становив 140 484 долари США (медіана — 104 375), а середній дохід на одну сім'ю — 195 766 доларів (медіана — 133 750). Медіана доходів становила 93 333 долари для чоловіків та 61 250 доларів для жінок. За межею бідності перебувало 1,7 % осіб, у тому числі 0,0 % дітей у віці до 18 років та 0,0 % осіб у віці 65 років та старших.
Цивільне працевлаштоване населення становило 371 осіб. Основні галузі зайнятості: освіта, охорона здоров'я та соціальна допомога — 21,6 %, науковці, спеціалісти, менеджери — 17,8 %, фінанси, страхування та нерухомість — 16,4 %.